# Wspaniała
Wspaniała (fr. Populaire) – francuski komedia z 2012 roku w reżyserii Régisa Roinsarda, będąca jego debiutem reżyserskim. 
W castingu do głównej roli wybrał on aktorkę Déborah François, znaną z Dziecka (2005) braci Dardenne, mając na uwadze jej profesjonalizm i autentyczność. Oryginalny, francuski tytuł filmu (Populaire) pochodzi od nazwy maszyny do pisania firmy Japy, która jest używana w filmie.

## Fabuła
W latach 50. XX wieku, Rose Pamphyle, młoda dziewczyna z małego miasteczka w Normandii ("granego" przez Bacilly), chce się wyrwać do wielkiego świata. Zdobywa posadę sekretarki, a szef firmy, dostrzegając jej talent, postanawia zrobić z niej mistrzynię szybkiego pisania na maszynie do pisania. Rose staje do konkursów, najpierw krajowych, potem światowych.

## Odbiór i krytyka filmu
Film spotkał się z bardzo dobrym przyjęciem zarówno we Francji jak i na świecie.
W Polsce Barbara Hollender pisała w „Rzeczpospolitej”, że reżyser patrzy na Francję lat 50. przez różowe okulary i „świadomie bawi się kinem lat 50. [...] Wchodzi głęboko w epokę, ale ma do niej dystans. Zaprasza widzów do wspólnej zabawy i jeśli ktoś to zaproszenie przyjmie, nie zawiedzie się tą kolorową bajką o Kopciuszku, który podbija świat i serce szefa”.

## Obsada
- Déborah François - Rose Pamphyle
- Romain Duris - Louis Échard
- Bérénice Bejo - Marie Taylor
- Shaun Benson - Bob Taylor
- Mélanie Bernier - Annie Leprince-Ringuet
- Nicolas Bedos - Gilbert Japy
- Miou-Miou - Madeleine Échard
- Eddy Mitchell - Georges Échard